# Simbane

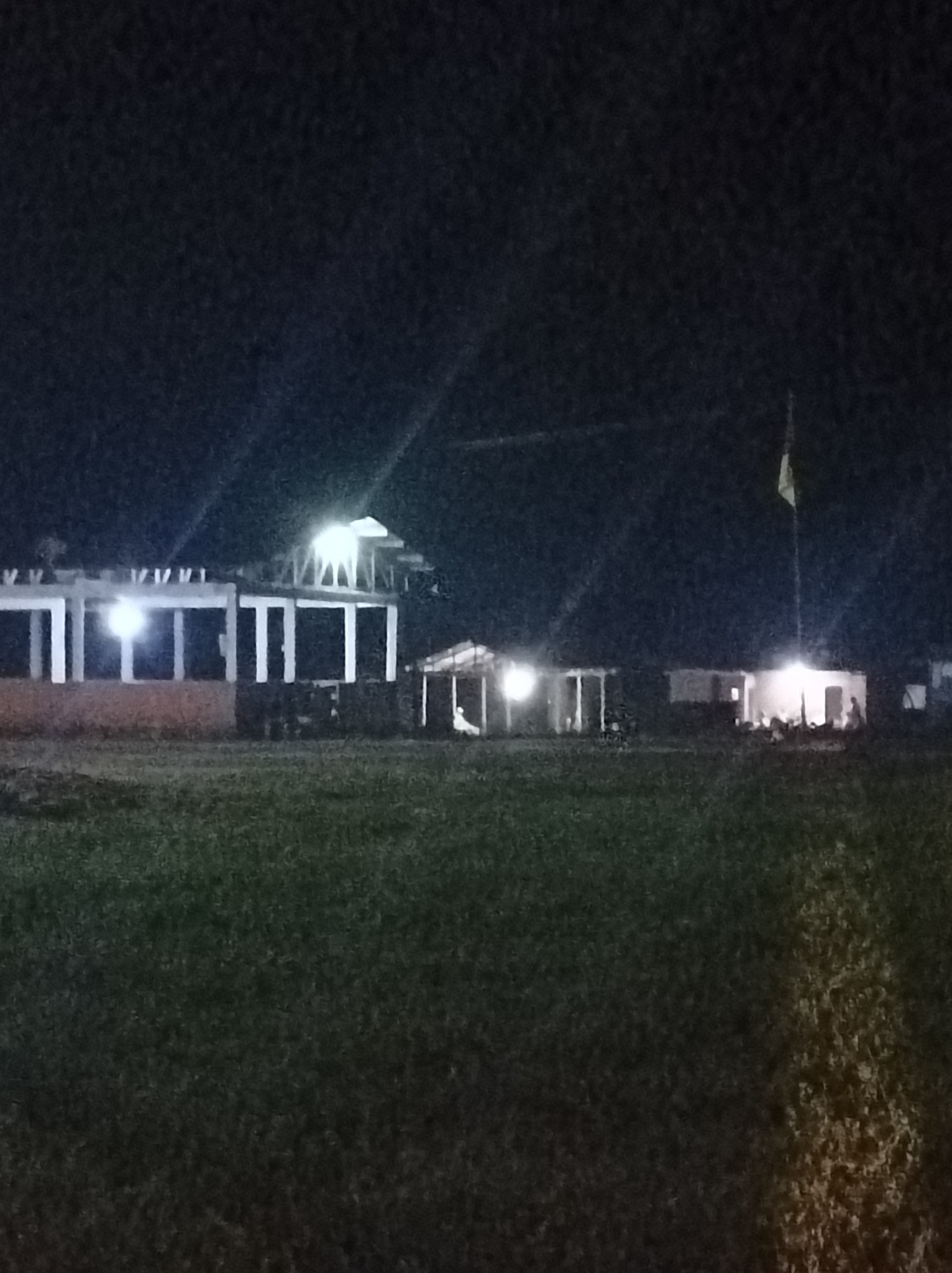
Village Lumière

Simbane est un village du Cameroun, situé dans l'arrondissement (commune) de Lembe-Yezoum, le département de la Haute-Sanaga et la région du Centre, sur la route qui relie Bifogo à Essé.

## Population
En 1963, Simbane comptait 668 habitants, principalement des Yezoum. Lors du recensement de 2005, on y a dénombré 672 personnes.

## Infrastructure
Simbane dispose d'un marché mensuel, d'une école primaire, d'un CETIC et d'un poste agricole

## Personnalités
Sa majesté François Biyo'o Olinga, homme politique, ancien secrétaire d’Etat au budget , membre du premier gouvernement camerounais de 1957 à 1958 , premier député-maire de Nanga-EBoko, membre du Comité central du RDPC
Maitre Olinga Minko Jenner, ancien greffier en chef à la cour suprême, ancien président de canon de Yaoundé 
Georges Ferdinand Olinga Biyo’o, chef de groupement de Simbane